# Capnocytophaga canimorsus
Capnocytophaga canimorsus är en gramnegativ stavformad bakterie som tillhör capnocytophagasläktet. Innan artbeskrivningen fastställts användes arbetsnamnet "CDC Group Dysgonic Fermenter-2 (DF-2)". Bakterien ingår ibland som en del i hundars och kattors normala munflora och kan i sällsynta fall orsaka infektion hos människa där hundbett är den vanligaste orsaken.

## Artbeskrivning
C. canimorsus är gramnegativa stavbakterier som växer sakta och normalt krävs det 2-5 dygns inkubationstid för att växt av små kolonier på särskilt anrikade odlingsmedier som agarplattor utan antibiotikatillsats, vilka egentligen är avsedda för odling av gonokocker. Bakterierna kan vid mikroskopi variera i utseende men är ofta lätt spolformade, mot ändarna rundat avsmalnande med 2,5-5,7 µm längd och 0,4-0,6 µm tjocklek. De saknar kapsel, hölje och flageller och är orörliga, men kan på mjuk agar flyta ut i sin längsriktning, så kallad "gliding".
Bakterierna är fakultativt anaeroba och kräver atmosfär med 5-10% koldioxid och mättad luftfuktighet för att växa tillfredsställande. Optimal tillväxttemperatur är 35-37°C och tillväxten sker med jäsning av kolhydrater som energikälla och med enkla organiska syror som ättik- och bärnstenssyra som huvudsakliga slutprodukter. Både oxidas- och katalastest är positiva till skillnad från flertalet andra capnocytophagarter.
C. canimorsus är resistent mot både meticillingruppens penicilliner och mot aminoglykosider, antibiotika som ofta används i kombination som förstahandsalternativ vid misstänkt allvarlig stafylokockinfektion, som är en av de viktigaste differentialdiagnoserna. Bakterierna är däremot hittills mycket känsliga för bland annat vanliga penicilliner och flera andra allmänt använda antibiotika.

## Artbestämning
Den långsamma tillväxttakten och de svaga och ofta otydliga biokemiska analysresultaten innebär att molekylärbiologiska metoder som 16S rRNA-PCR används för säker artbestämning.

## Förekomst
Kunskapen om C. canimorsus-bakteriens naturliga förekomst är ofullständig, men den förekommer åtminstone av och till som en del i den naturliga munfloran hos rovdjur som hundar och kattor. Enskilda djur eller djur inom ett geografiskt område kan vara bärare under en period för att sedan vara fria från bakterierna och förekomsten skiljer mycket mellan olika geografiska områden. Det är inte kartlagt om det förekommer årstids- eller annan cyklisk variation i djurens bärarskap. Djurens föda förefaller ha mindre betydelse eftersom bakterierna påvisats hos hundar oberoende av om djuret utfodrades från enbart torrfoder eller till andra ytterligheten med enbart rått kött från vilt.

## Sjukdom hos människa
Sjukdom hos människa som orsakas av C. canimorsus är ovanlig. Under ett halvår diagnostiserades inom Östergötland sex sjukdomsfall där bakterien påvisades i en befolkning på cirka 450 000 invånare. Efter särskilt hundbett, men även efter kattbett, klösningar eller enbart slickning av sår kan mycket allvarliga infektioner uppstå.
Inkubationstiden är ofta upp mot en vecka, så såret är på god väg att läka och bli bortglömt när personen börjar känna sig ”ruggig”, varefter sjukdomsförloppet snabbt kan ta ett mycket allvarligt förlopp med sepsis och en dödlighet på upp till mer än 10% även vid modern sjukvård. 